# Bob Paris
Robert Clark „Bob“ Paris (* 14. Dezember 1959) ist ein US-amerikanischer Bodybuilder, Autor und LGBT-Aktivist.

## Biographie
Paris wurde im US-amerikanischen Bundesstaat Indiana geboren. In seiner Schulzeit spielte er Football und begann mit Bodybuilding. Er gewann in seiner professionellen Karriere als Bodybuilder verschiedene Titel und 1983 erreichte er den Titel der World Amateur Bodybuilding Championships im Schwergewicht (über 90 Kilo). In verschiedenen Sportzeitschriften erschienen weltweit Artikel über Paris (u. a. 1989 im Ironman Magazin). Nach dem Ende seiner professionellen Sportlerkarriere schrieb Paris mehrere Bücher. Paris lebt offen homosexuell und lebte mehrere Jahre mit Rod Jackson zusammen. Gegenwärtig lebt Paris in Vancouver, British Columbia. Seit vielen Jahren engagiert sich Paris in den Vereinigten Staaten für die Rechte von LGBT-Personen.

## Schriften
- Beyond Built. Bob Paris' Guide to Achieving the Ultimate Look, 1990
- Natural Fitness
- Straight From The Heart (als Mitautor)
- Gorilla Suit, 1997
- Flawless. The 10-Week Total Image Method for Transforming Your Physique
- Generation Queer. A Gay Man's Quest For Hope, Love & Justice
- Prime. The Complete Guide to Being Fit, Looking Good, Feeling Great, 2002

## Fotografien
- Duo von Herb Ritts
- Bob & Rod von Tom Bianchi